# غلين لوف
غلين لوف (بالإنجليزية: Glenn Love)‏ هو لاعب كرة القدم الكندية أمريكي، ولد في 8 يونيو 1989 في تشامبيغن في الولايات المتحدة.

## وصلات خارجية
- غلين لوف على موقع JustSportsStats.com (الإنجليزية)